# ミリオン号

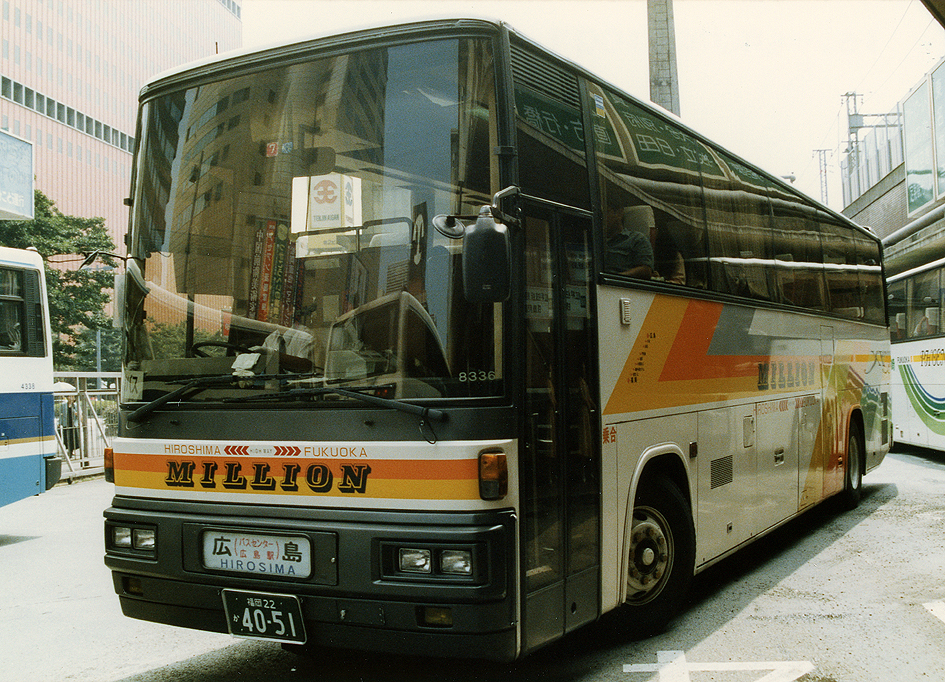
西日本鉄道「ミリオン号」（1991年）

ミリオン号（ミリオンごう）は、かつて西日本鉄道（西鉄）と広島電鉄（広電）によって運行され、福岡県福岡市と広島県広島市を結んでいた高速バスである。

## 概略
福岡市・北九州市・広島市と3つの人口100万人都市を直結したため、「ミリオン（100万の意）号」と名づけられた。
山陽新幹線が並行しており、運賃は新幹線の約半額（運行開始当時4,300円）で、夜行高速バスと同等の車両を使用しサービスも充実していたが、新幹線に比べると時間がかかり過ぎ、また本数でも太刀打ちできなかったため、利用率は低迷し、1991年に減便の上で運行区間の変更などてこ入れが行われたものの、2人乗務のためコスト高ということもあって1993年に廃止された。
2002年5月に「ミリオン号」と同じく広島市と福岡市を結ぶJR九州バス・中国JRバス・広交観光・中国バスの4社共同運行の高速バス「広福ライナー」が運行開始しているが、ミリオン号の運行に関わっていた西鉄・広電は広福ライナーの運行に一切関わっていない。なお「広福ライナー」は乗務員を1人にする、車両はトイレ以外の車内設備・サービスがない4列シート車とする、停車地を絞るなど「ミリオン号」に比べ運行コストの低減が図られており、また運賃も「ミリオン号」より低廉に抑えるなどの効果もあり、増便を重ね、2020年4月7日までは昼行9往復、夜行1往復が運行されており、その後同年に発生した新型コロナウイルスの感染拡大の影響によって一部便が減便されたものの、2023年現在では昼行5往復、夜行1往復が運行されており、利用が定着している（かつて夜行便は福山発着・広島経由としていたが、現在は昼行・夜行とも広島駅新幹線口発着・広島BC経由）。

## 歴史
- 1988年9月10日 西鉄天神バスセンター - 広島バスセンター間、6往復（両社3往復ずつ）で運行開始[2]。
- 1991年2月12日 4往復（両社2往復ずつ）に減便の上、運行区間を博多駅交通センター - 広島駅間に延長。
- 1992年11月1日 中国自動車道山口JCTから広島市内への経路を中国自動車道・広島北JCT・五日市I.C・草津沼田有料道路経由から山陽自動車道・廿日市I.C・国道2号西広島バイパス経由に変更。
- 1993年6月 廃止。

## 運行経路
- 運行開始時（中国自動車道経由）
  - （博多駅交通センター -） 西鉄天神バスセンター - （九州自動車道）  - 若宮インターチェンジ - （上り）直方パーキングエリア／（下り）鞍手パーキングエリア - 小倉南インターチェンジ - 高速葛原 - 高速門司港 - （関門橋・中国自動車道） - 吉和 - 広島北インターチェンジ - 久地 - （五日市I.C・草津沼田有料道路） - 広島バスセンター （- 広島駅前）
    - 運行開始時は「博多駅交通センター」と「広島駅前」は無く，「西鉄天神バスセンター」と「広島バスセンター」より発着。
    - 広島北インターチェンジ停留所は後に新たに停車。
    - 山口県内の山陽自動車道が開通するのは1992年のことである。
- 1992年11月1日運行経路変更後（山陽自動車道経由）
  - 博多駅交通センター - 西鉄天神バスセンター - （九州自動車道）  - 若宮インターチェンジ - （上り）直方パーキングエリア／（下り）鞍手パーキングエリア - 中谷 - 高速葛原 - 高速門司港 - （関門橋・中国自動車道・山陽自動車道・西広島バイパス） - 広島バスセンター - 広島駅前
    - 経路変更と同時に小倉南インターチェンジ停留所から中谷停留所（現在の西鉄バス北九州中谷自動車営業所）に停車停留所が変更となる。中谷停留所は福岡行き高速バス「なかたに号」の停留所に停車していた。

## 車両

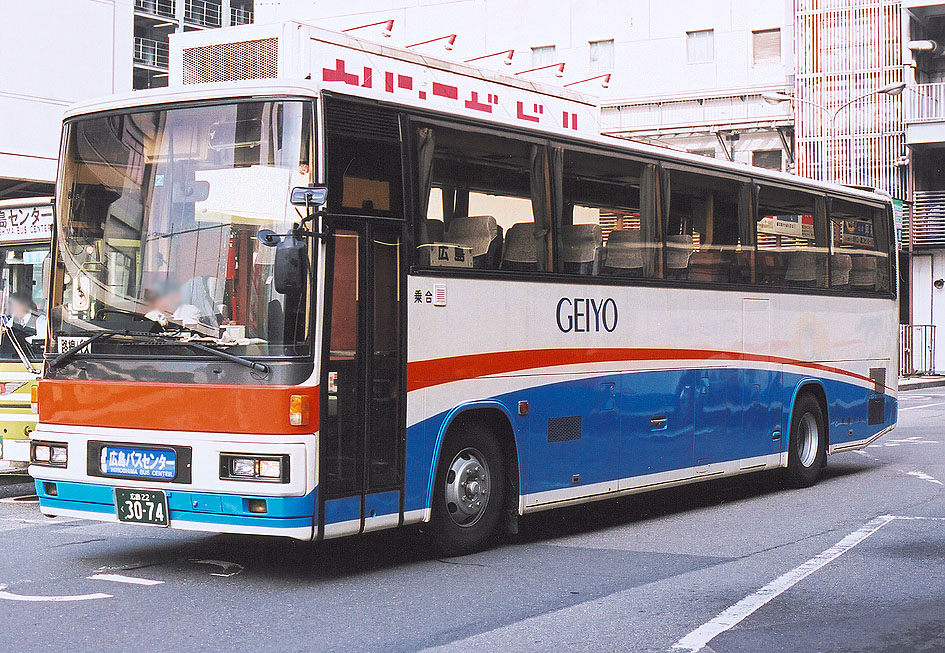
もと広電の「ミリオン号」用車両（芸陽バスに譲渡後）

3列独立シート、トイレ・テレビ（ビデオ）・マルチチャンネルステレオ・自動車電話・飲み物サービス付きのスーパーハイデッカーを使用した。
当路線で使用されていた車両は両社とも西日本車体工業製でスーパーハイデッカボディを架装した日野自動車のブルーリボン（P-RU638BB）。塗装も西鉄の「ムーンライト号」用の車両塗装に基調に西鉄はグレー、広島電鉄は緑の帯を入れた。広島電鉄の「ミリオン号」で採用された塗装はその後広島電鉄の高速バスの標準塗装になった（鉄道ジャーナル1989年1月号「バスコーナー」より）。

## その他
- 本路線は北九州市内では他路線が乗り入れている北九州高速・引野口停留所や小倉駅前などの中心市街地を経由せず、九州自動車道上のバス停留所で客扱いを行っていた。「ミリオン号」以後、途中の高速葛原バス停に停車するバスは、2006年から2011年の間に運転していた北九州空港エアポートバス（下関・門司 - 北九州空港線、サンデン交通）のみであり、それ以外の期間は管理用施設として扱われている。因みに、後年に運行開始している広福ライナーも運行開始当初から2023年6月までは全便北九州市街地へは乗り入れていなかったが、同年7月からは夜行便のみが小倉駅前に乗り入れを開始している。